# Ring (Gliwice)

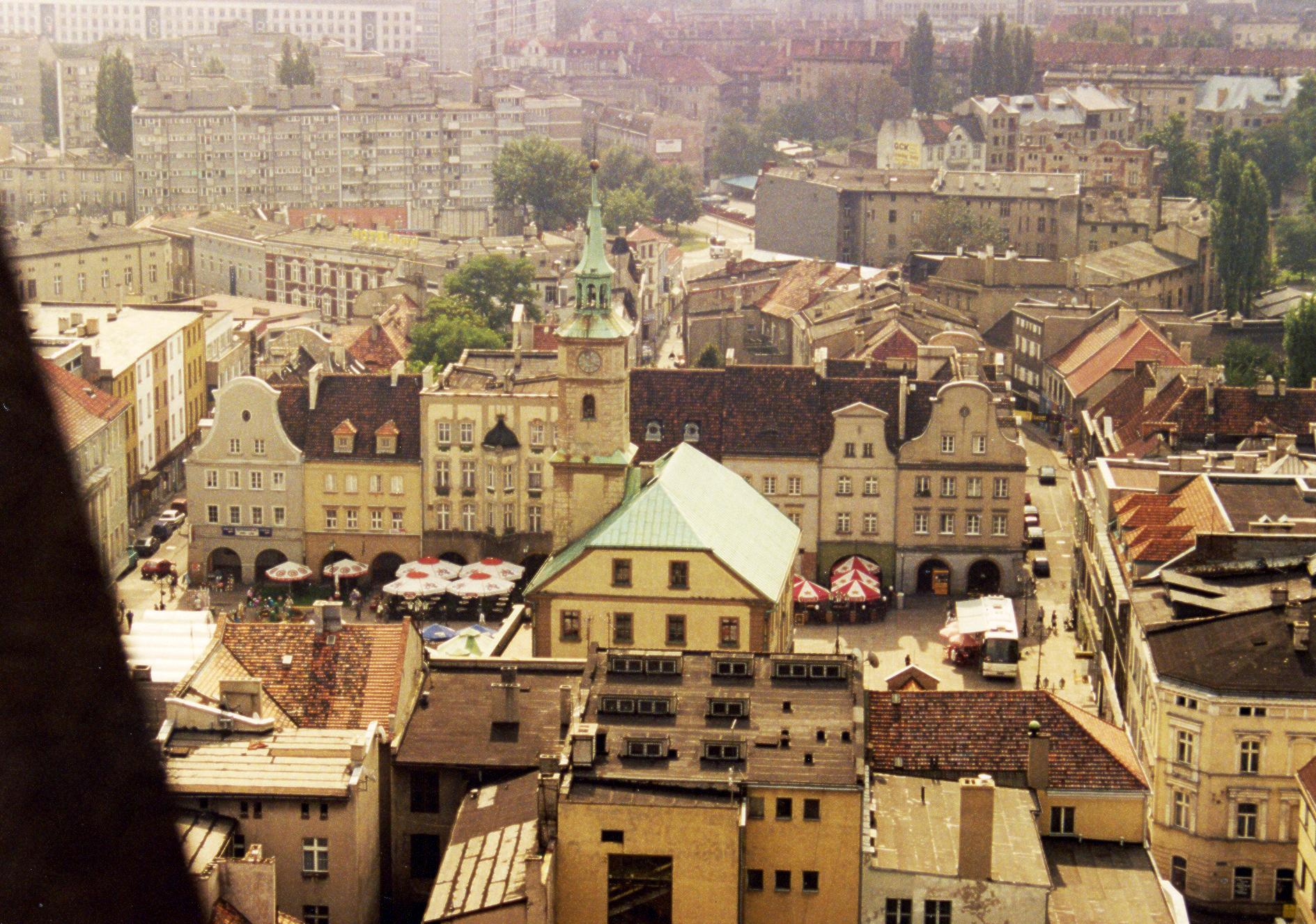
Der Ring, von der Allerheiligenkirche gesehen

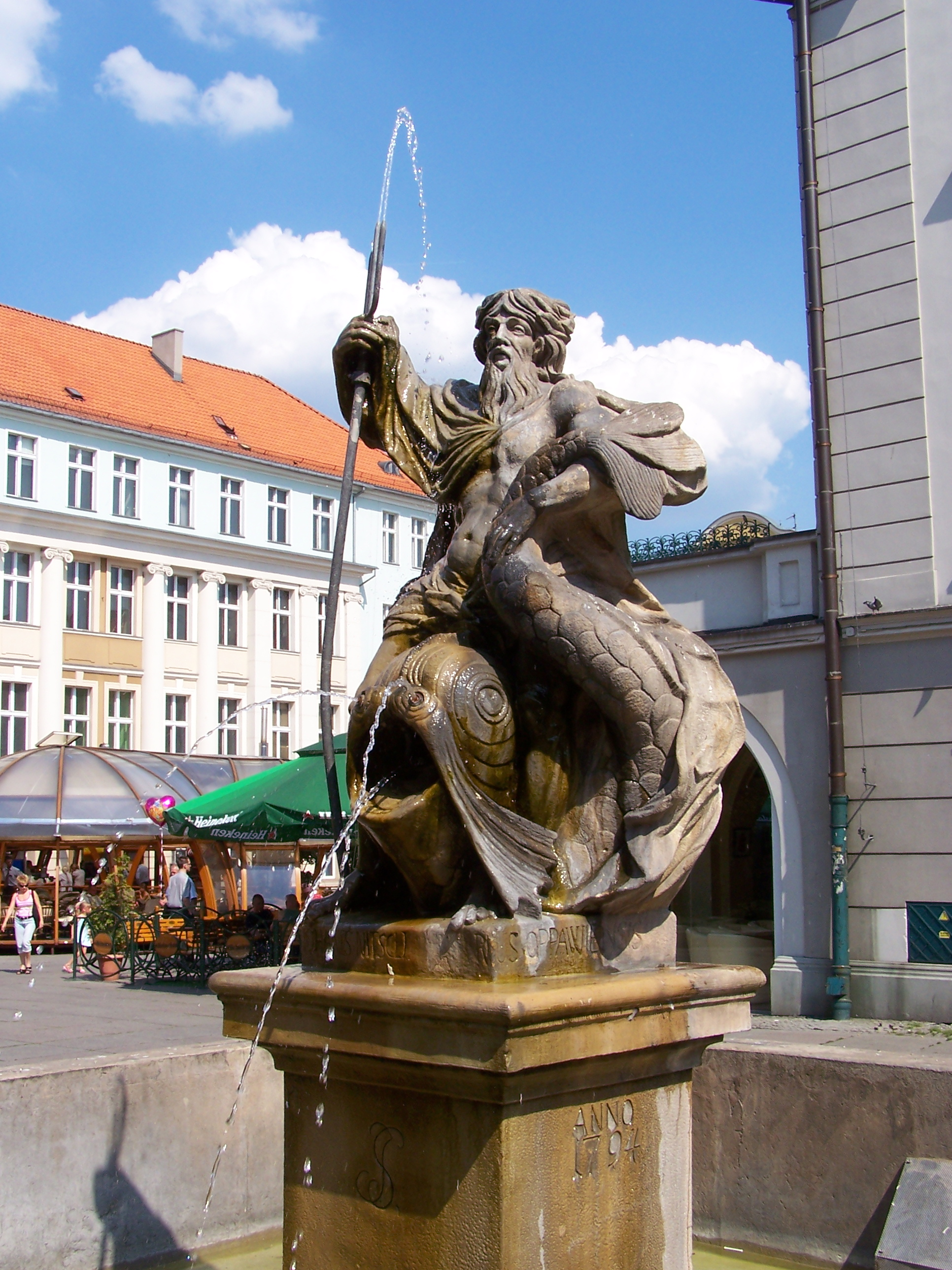
Neptunbrunnen an der Westseite

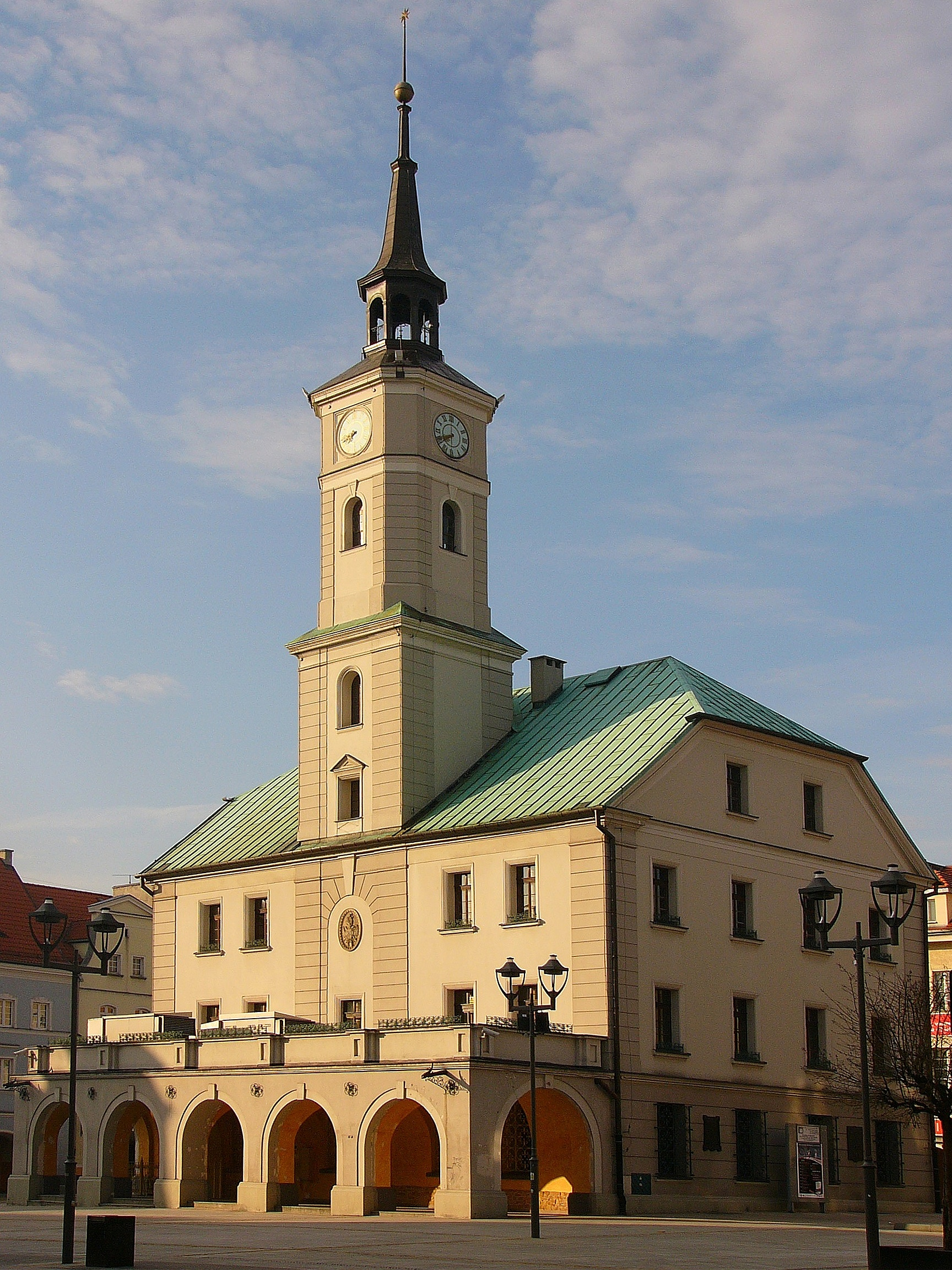
Rathaus

Der Ring (polnisch Rynek) in Gliwice (Gleiwitz) ist ein zentraler Marktplatz in der Altstadt.

## Grundriss und Geschichte

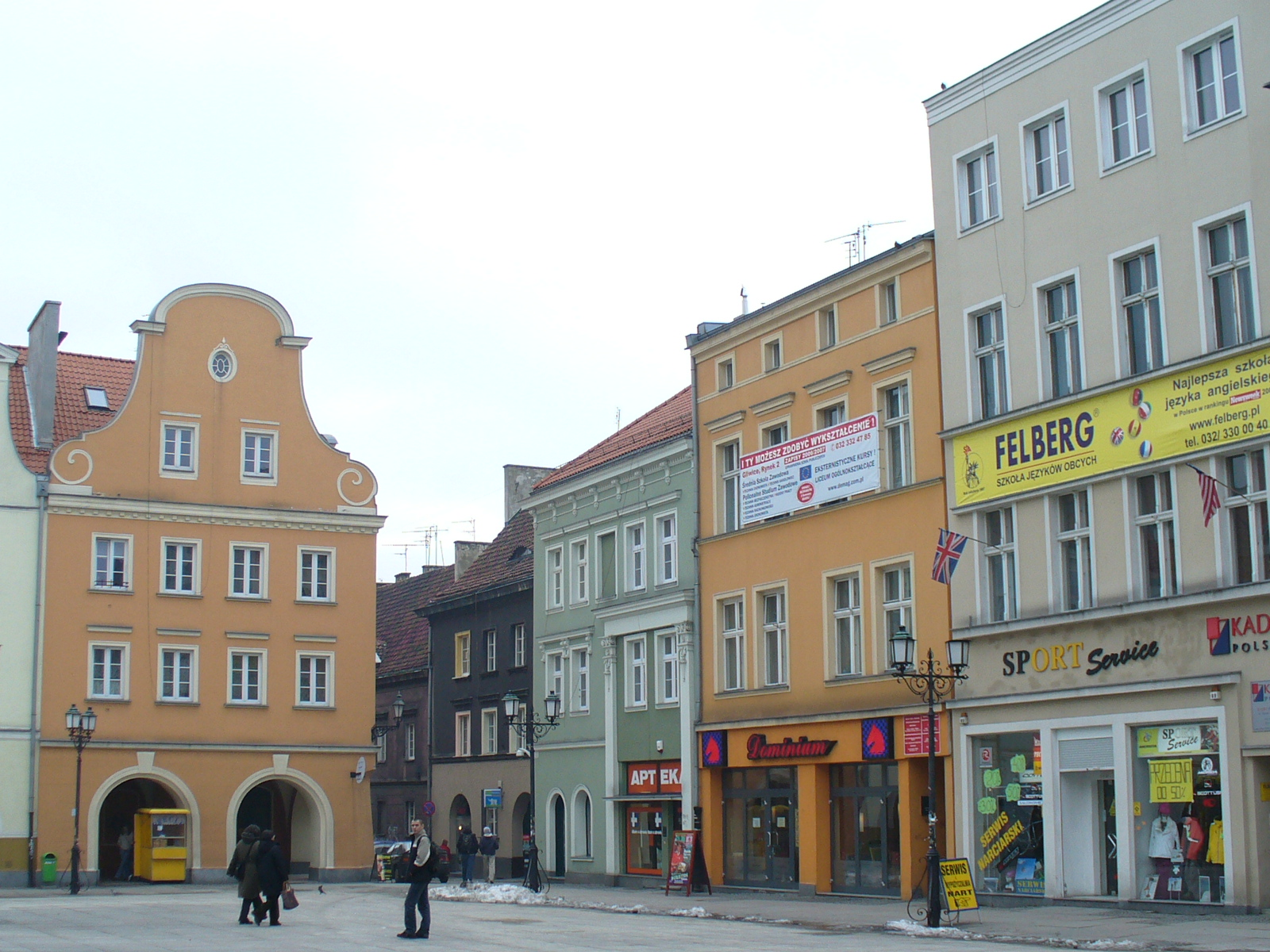
Bebauung am Ring

Der Ring ist rechteckig angelegt und Bestandteil eines schachbrettartigen Grundrisses der Altstadt, in dessen Mitte sich das Rathaus von Gliwice befindet. Ein erstes Rathaus an dieser Stelle ist für das 14. Jahrhundert nachgewiesen, das heutige Rathaus wurde im 17. Jahrhundert errichtet. An jeder Ecke des geräumigen Platzes zweigen jeweils zwei Seitenstraßen ab. An der Nordseite beginnt die Geschäftsstraße Ulica Zwycięstwa. Am Ring sind historische Gebäude im Barockstil erhalten, auch moderne Gebäude kamen Hinzu.  Ein Teil der Häuser am Ring hat Arkadengänge im Erdgeschoss. Erwähnenswert ist der 1794 durch Umbau eines einfachen Wasserbeckens entstandene Neptunbrunnen.
Der Ring hat ein Ausmaß von 74 m × 74 m.
Anfang des 20. Jahrhunderts wurden einige Gebäude durch neue teils höhere Gebäude ersetzt (z. B. das Hotel Deutsches Haus) oder umgebaut. Auf dem Ring wurden bis Mitte des 20. Jahrhunderts Märkte abgehalten.
Den Zweiten Weltkrieg hat der Ring unbeschadet überstanden. Während der Besatzung der Stadt Gleiwitz durch die Rote Armee im Jahr 1945 wurden ein Großteil der Gebäude des Rings zerstört. Der Ring wurde in den Jahren darauf nach neuen Konzepten wieder aufgebaut, jedoch mit neuen Barock-anmutenden Häusern, die keinen historischen Hintergrund haben. So wurde auf der Ostseite und der Nordseite des Rings bis auf 2 Gebäude alles neu aufgebaut. Das Rathaus wurde an der Vorderseite durch Arkaden ergänzt.
Im Jahr 2002 wurden das Rathaus und die Fassaden am Ring komplett renoviert.

## Bebauung
- Nr. 8, Dom Rzemiosła – Haus des Handwerks

Das Gebäude Rynek 8/ul. Raciborska 2 ist heute Sitz der Cech Rzemiosł Różnych (Handwerksinnung). Früher war in dem Gebäude eine Filiale des Fleischers Karl Gmyrek, welcher 1904 eine Wurst- und Feinkostfabrik in Gleiwitz gründete. Die Gmyrek Fleisch- und Wurstwaren GmbH & Co.KG ist noch heute ein in Deutschland aktives Unternehmen mit Sitz in Gifhorn.
- Nr. 11, Rathaus

Rathaus
- Nr. 18, Deutsches Haus

Im Gebäude Nr. 18 befand sich früher das Hotel Deutsches Haus. Hier wurde das Oberschlesische Museum gegründet.
- Nr. 25, Handelshaus

Früher Sitz der Weinhandlung Troplowitz & Sohn. Hier wurde der Pharmakologe Oscar Troplowitz geboren. Er erfand u. a. den Labello-Stift, die Nivea-Creme und den Tesa-Film. 1945 wurde das Gebäude zerstört und danach durch ein neues Gebäude ersetzt.